# Leon Gmur
Leon Gmur (ur. 11 kwietnia 1933 w Ganie, zm. 28 marca 2011) – polski polityk, poseł na Sejm PRL VIII kadencji.

## Życiorys
Uzyskał wykształcenie średnie zawodowe. Pracował jako starszy mistrz w Zakładach Sprzętu Motoryzacyjnego „Polmo” w Praszce. W 1965 wstąpił do Polskiej Zjednoczonej Partii Robotniczej. W 1980 uzyskał mandat posła na Sejm PRL VIII kadencji w okręgu Częstochowa. W Sejmie pracował w Komisji Przemysłu Ciężkiego, Maszynowego i Hutnictwa oraz w Komisji Spraw Wewnętrznych i Wymiaru Sprawiedliwości. Został odznaczony Medalem 30-lecia Polski Ludowej.
Zmarł 28 marca 2011 roku i został pochowany na cmentarzu w Praszce.